# 1, 2, 3
1, 2, 3 è un singolo della cantante messicana Sofía Reyes, pubblicato il 16 febbraio 2018 come primo estratto dal secondo album in studio Mal de amores.
Il brano vede la partecipazione dei cantanti statunitensi Jason Derulo e De La Ghetto.

## Video musicale
Il video, diretto da Mike Ho e girato a Los Angeles, è stato divulgato in concomitanza con l'uscita del singolo. Ai Premi Lo Nuestro 2019 ha ricevuto una candidatura come Video dell'anno.

## Tracce
1. 1, 2, 3 (feat. Jason Derulo & De La Ghetto) – 3:21

## Classifiche

### Classifiche settimanali
| Classifica (2018-23)  | Posizione massima |
| --------------------- | ----------------- |
| Argentina             | 22                |
| Austria               | 32                |
| Belgio (Fiandre)      | 61                |
| Belgio (Vallonia)     | 73                |
| Bielorussia           | 17                |
| Finlandia             | 17                |
| Francia               | 96                |
| India                 | 13                |
| Kazakistan            | 21                |
| Libano                | 8                 |
| Paesi Bassi           | 95                |
| Polonia               | 32                |
| Portogallo            | 60                |
| Repubblica Dominicana | 24                |
| Romania               | 1                 |
| Russia                | 4                 |
| Spagna                | 5                 |
| Svizzera              | 63                |
| Ucraina               | 122               |

### Classifiche di fine anno
| Classifica (2018) | Posizione |
| ----------------- | --------- |
| Spagna            | 8         |
| Classifica (2022) | Posizione |
| Russia            | 38        |
| Classifica (2023) | Posizione |
| Bielorussia       | 122       |
| Kazakistan        | 52        |